# اومورا سومیتادا
اومورا سومیتادا (به ژاپنی: 大村 純忠 Ōmura Sumitada);(۱ ژانویهٔ ۱۵۳۳ – ۲۳ ژوئن ۱۵۸۷) یک سامورایی و نخستین دایمیوی اهل ژاپن بود که در سال ۱۵۶۳ به مسیحیت گروید. وی همچنین به عنوان کسی که بندر ناگاساکی را بر روی تجار خارجی باز کرد شناخته می‌شود. وی برادر زادهٔ دایمیوی مسیحی معروف آریما هارونوبو بود. همچنین میگل چیجیوا (۱۵۶۹ – ۱۶۳۳) یکی از چهار نوجوانی که در سال ۱۵۸۲ همراه با گروه اعزامی تنشو به روم رفت برادرزاده او بود.
در سال ۱۵۶۱ در بندر هیرادو، ناگاساکی که در اختیار خاندان ماتسورا بود، چندین پرتغالی کشته و زخمی شدند در نتیجه پرتغالی‌ها بندر امن‌تری را برای پهلو گرفتن جستجو می‌کردند. در سال ۱۵۶۲ اومورا سومیتادا سایکای در استان ناگاساکی را که تحت کنترل داشت را برای این امر پیشنهاد کرد که مورد قبول واقع شد.

## اوایل زندگی
اومورا سومیتادا در سال ۱۵۳۳، به عنوان پسر آریما هاروزمی، ارباب شیمابارا و همسرش، که دختر «اومورا سومیوشی» بود، به دنیا آمد. نام دوران کودکی او شودومارو 勝堂丸 بود. در سن ۵ سالگی توسط دایی اش «اومورا سومیساکی» به فرزندخواندگی پذیرفته شد و در سال ۱۵۵۰ به ریاست خاندان اومورا رسید. از آنجایی که سومیساکی وارث مشروعی نداشت و خاندان اومورا ریشه در خانواده آریما داشت، سومیساکی به آسانی شودوماروی جوان را که در زمان جانشینی او نام «سومیتادا» را برگزید، به جانشینی خود پذیرفت.
برادر او آریما یوشی‌سادا دوازدهمین رهبر خاندان آریما بود.

## حرفه
پس از جانشینی، اومورا سومیتادا، بلافاصله با فشارهای زیادی مواجه شد که بزرگ‌ترین آنها حمله ریوزوجی تاکانوبو از هیزن-ساگا بود.
در سال ۱۵۶۱ در دوره تجاری نانبان، در هیرادو (ناگاساکی) (در منطقه نفوذ خاندان ماتسورا)، اختلاف بین یک تاجر پرتغالی و یک تاجر ژاپنی به قتل یک پرتغالی انجامید (حادثه میانو مائه) پس از آن پرتغالی‌ها شروع به جستجوی بنادر دیگری کردند که بتوانند تجارت کنند.
در سال ۱۵۶۲، در پاسخ به جستجوی آنها، سومیتادا به آنها پناهگاه امنی در قلمروی خود، در یوکوسه‌ئورا، پیشنهاد داد. سومیتادا با علم به اینکه مبلغان یسوعی تأثیر زیادی بر پرتغالی‌ها داشتند، مزایایی را نیز برای یسوعیان ترتیب داد، مانند تأمین مسکن برای آنها. در نتیجه، یوکوسه‌ئورا رونق گرفت و طرح بهبود مالی سومیتادا موفقیت‌آمیز بود. این امر تأثیر زیادی بر پرتغالی‌ها و به ویژه در انجمن عیسی یا یسوعی‌ها گذاشت. اندکی بعد، در سال ۱۵۶۳، سومیتادا و حافظانش مسیحی شدند و سومیتادا توسط مبلغ کوسمی د تورس غسل تعمید داده شد و نام غسل تعمید بارتولومئو را به خود گرفت. زمانی که بندر یوکوسه‌ئورا افتتاح شد، بودایی‌ها از زندگی در آنجا منع شدند و تاجران به مدت ۱۰ سال از مالیات معاف شدند. ایمان سومیتادا آنقدر رادیکال بود که معابد و زیارتگاه‌های قلمروی خود و همچنین قبور اجدادش را ویران کرد. علاوه بر این، یک سری حوادث مانند کشتن راهبان شینتو با واداشتن مردم منطقه به اعتقاد به مسیحیت رخ داد و افرادی که به مسیحیت نگرویده بودند کشته یا مجبور به ترک اراضی خود شدند که منجر به واکنش شدید رعیت‌ها و مردم این قلمرو شد.
در سال ۱۵۷۲ سایگو سومیتاکا ائتلافی از دشمنان اومورا را علیه او رهبری کرد، تهدیدی که سومیتادا با کمک چهار کشتی جنگی پرتغالی در سال ۱۵۷۴ آن را خنثی کرد. یسوعی‌ها از اومورا سومیتادا در شکست سایگو سومیتاکا حمایت کردند.
پس از تغییر دین، سومیتادا، با ایفای نقش یسوعیان، معابد بودایی و زیارتگاه‌های شینتو را با خاک یکسان کرد.رعایای سومیتادا مجبور به تغییر مذهب شدند یا از قلمرو تبعید شدند. گاسپار کوئلیو مبلغ یسوعیان به او در تخریب معابد و آزار و شکنجه غیر مسیحیان کمک می‌کرد. ویرانی‌ها و آزار و اذیت‌ها به دلیل تعصب مذهبی سومیتادا و اصرار یسوعیان مبنی بر اینکه تخریب معابد و زیارتگاه‌ها مناسب‌ترین راه برای تلافی کردن دین او به پرتغالی هاست زیرا که آنها به محافظت او و قلمرویش یاری رساندند.یسوعیان همچنین معتقد بودند که کاشت محکم مسیحیت مستلزم حذف نهادی و نمادین ادیان محلی است.
سومیتادا احتمالاً مسیحیت را برای سود بردن از فناوری و سلاح‌های پرتغالی دنبال می‌کرد زیرا دوره سنگوکو دوران پراکندگی‌های سیاسی و عدم امنیت بود. با این حال، پس از غسل تعمید، سومیتادا علاقه و ارادت واقعی خود را به ایمان جدید خود ابراز کرد.
برای نشان دادن ارادت سومیتادا به مسیحیت، پدر یسوعی پرتغالی لوئیس فرویس یک بار نوشته بود:
«همان‌طور که اومورا سومیتادا به جنگ رفته بود، این اتفاق افتاد که در راه از بتی به نام ماریشیتن که خدای نبردهای آنها است عبور کرد. این بتی است که وقتی از آن می‌گذرند تعظیم می‌کنند و به آن احترام می‌گذارند و مشرکانی که سوار بر اسب هستند به نشانه احترام پیاده می‌شوند. حالا بت بالای سرش یک خروس داشت. هنگامی که دایمیو با اسکادران خود به آنجا آمد، افراد خود را مجبور به توقف کرد و به آنها دستور داد که بت را گرفته و آن را با کل معبد بسوزانند. و خروس را گرفت و با شمشیر زد و به او گفت "اوه چند بار به من خیانت کردی!" و پس از سوزاندن همه چیز، او یک صلیب بسیار زیبا در همان نقطه نصب کرد، و پس از اینکه او و افرادش به صلیب احترام بسیار عمیقی کردند، به راه خود به سمت جنگ‌ها ادامه دادند.»

## گشودن ناگاساکی
«گوتو تاکااکیرا»، پسر نامشروع اومورا سومیساکی که از سومیتادا متنفر بود، قیام علیه او را رهبری کرد. در طول هرج و مرج، یوکوسه‌ئورا سوزانده شد و به تجارت خارجی در آنجا پایان داده شد. در نتیجه، در سال ۱۵۷۰، سومیتادا بندر ناگاساکی را به روی پرتغالی‌ها باز کرد و از توسعه آن حمایت کرد. هنگامی که خاندان ریوزوجی در سال ۱۵۷۸ به ناگاساکی حمله کردند، پرتغالی‌ها به سومیتادا در دفع آنها کمک کردند. به دنبال این رویداد، در ۹ ژوئن ۱۵۸۰، سومیتادا ناگاساکی را «برای همیشه» به انجمن عیسی واگذار کرد.
در سال ۱۵۷۸، زمانی که بندر ناگاساکی توسط ارتش ریوزوجی و دیگران مورد حمله قرار گرفت، سومیتادا با حمایت پرتغالی‌ها آن را دفع کرد. پس از آن، در سال ۱۵۸۰، سومیتادا نه تنها ناگاساکی، بلکه سرزمین موتگی (茂木の地) را نیز به عنوان قلمروی کلیسا به انجمن عیسی اهدا کرد.
پس از لشکرکشی تویوتومی هیده‌یوشی علیه خاندان شیمازو، اومورا دارایی‌های خود را حفظ کرد، اگرچه ناگاساکی از یسوعی‌ها گرفته شد و به «چوکاتسو ریو» یا مالکیت مستقیم اداره تویوتومی تبدیل شد.

## اواخر عمر
سومیتادا مدیریت قلمرو را به پسرش اومورا یوشی‌آکی سپرد و بازنشسته شد و در عمارتی در ساکاگوچی زندگی می‌کرد. او در ۲۳ ژوئن ۱۵۸۷ بر اثر بیماری سل در آنجا درگذشت. اوتومو سورین، دایمیو مسیحی دیگر، در همان ماه درگذشت. همچنین این سالی بود که تویوتومی هیده‌یوشی مسیحیت را در ژاپن ممنوع کرد.

## شخصیت
در تاریخ ژاپن (فرویس) نوشته لوئیس فرویس ذکر شده که او یک مسیحی مؤمن بوده‌است. همچنین آمده که سومیتادا پس از غسل تعمید، بر اساس مسیحیت با همسر قانونی خود «اوئن» ازدواج کرد و در این زمان همسران غیر اصلی خود را رد کرده‌است.
از سوی دیگر گفته می‌شود که علت مسیحی شدن او کسب ثروت و سلاح از طریق تجارت با پرتغال برای تثبیت قلمروی ضعیف خود بوده‌است. او ۶۰۰۰۰ نفر از مردم قلمرو اومورا را به مسیحیت تبدیل کرد، گفته می‌شود که روش او کاملاً تهاجمی بود. اومورا مقبره اجداد، عبادتگاه‌ها و معابد خود را ویران کرد و کشیشان بودایی را که حاضر به تغییر مذهب نبودند تبعید می‌کرد. گفته می‌شود که در روش مدیریتی او تبعیض جدی وجود داشت و آزار و شکنجه علیه پیروان شینتو انجام می‌شد. علاوه بر این، گزارشی وجود دارد مبنی بر اینکه کسانی که از تغییر مذهب خودداری می‌کردند، به عنوان برده به عنوان یک کالای تجاری برای به دست آوردن سلاح‌های غربی در خارج از کشور فروخته می‌شدند و نظریه ای وجود دارد که همین اعمال او باعث صدور فرمان اخراج مبلغان مسیحی از ژاپن شده‌است.